# Campeonato Mundial de Judô de 2018
O Campeonato Mundial de Judô de 2018 foi realizado na Arena Nacional de Ginástica, em Baku, na Azerbaijão, entre 20 de setembro e 27 de setembro de 2018. Participaram do torneio 756 judocas de 124 nacionalidades distribuídos em 15 categorias 

## Agenda de eventos
Todos os horários são locais (UTC+4).
| Data           | Hora  | Evento            |
| -------------- | ----- | ----------------- |
| 20 de setembro | 10:00 | Masculino −60 kg  |
| 20 de setembro | 10:00 | Feminino −48 kg   |
| 21 de setembro | 10:00 | Masculino −66 kg  |
| 21 de setembro | 10:00 | Feminino −52 kg   |
| 22 de setembro | 10:00 | Masculino −73 kg  |
| 22 de setembro | 10:00 | Feminino −57 kg   |
| 23 de setembro | 10:00 | Masculino −81 kg  |
| 23 de setembro | 10:00 | Feminino −63 kg   |
| 24 de setembro | 10:00 | Masculino −90 kg  |
| 24 de setembro | 10:00 | Feminino −70 kg   |
| 25 de setembro | 10:00 | Masculino −100 kg |
| 25 de setembro | 10:00 | Feminino −78 kg   |
| 26 de setembro | 10:00 | Masculino +100 kg |
| 26 de setembro | 10:00 | Feminino +78 kg   |
| 27 de setembro | 10:00 | Equipe mista      |

## Medalhistas
Esses foram os medalhistas do campeonato. 

### Masculino
| Evento                        | Ouro                        | Prata                   | Bronze                           |
| ----------------------------- | --------------------------- | ----------------------- | -------------------------------- |
| Ligeiro (60 kg) detalhes      | JPN Naohisa Takato          | RUS Robert Mshvidobadze | JPN Ryuju Nagayama               |
| Ligeiro (60 kg) detalhes      | JPN Naohisa Takato          | RUS Robert Mshvidobadze | GEO Amiran Papinashvili          |
| Meio leve (66 kg) detalhes    | JPN Hifumi Abe              | KAZ Yerlan Serikzhanov  | KOR An Baul                      |
| Meio leve (66 kg) detalhes    | JPN Hifumi Abe              | KAZ Yerlan Serikzhanov  | UKR Georgii Zantaraia            |
| Leve (73 kg) detalhes         | KOR An Chang-rim            | JPN Soichi Hashimoto    | IRNMohammad Mohammadi            |
| Leve (73 kg) detalhes         | KOR An Chang-rim            | JPN Soichi Hashimoto    | AZE Hidayat Heydarov             |
| Meio médio (81 kg) detalhes   | IRN Saeid Mollaei           | JPN Sotaro Fujiwara     | GER Alexander Wieczerzak         |
| Meio médio (81 kg) detalhes   | IRN Saeid Mollaei           | JPN Sotaro Fujiwara     | TUR Vedat Albayrak               |
| Médio (90 kg) detalhes        | ESP Nikoloz Sherazadishvili | CUB Iván Felipe Silva   | JPN Kenta Nagasawa               |
| Médio (90 kg) detalhes        | ESP Nikoloz Sherazadishvili | CUB Iván Felipe Silva   | FRA Axel Clerget                 |
| Meio pesado (100 kg) detalhes | KOR Cho Gu-ham              | GEO Varlam Liparteliani | RUS Niyaz Ilyasov                |
| Meio pesado (100 kg) detalhes | KOR Cho Gu-ham              | GEO Varlam Liparteliani | MGL Lkhagvasürengiin Otgonbaatar |
| Pesado (+100 kg) detalhes     | GEO Guram Tushishvili       | AZE Ushangi Kokauri     | JPN Hisayoshi Harasawa           |
| Pesado (+100 kg) detalhes     | GEO Guram Tushishvili       | AZE Ushangi Kokauri     | MGL Ölziibayaryn Düürenbayar     |

### Feminino
| Evento                       | Ouro                    | Prata                   | Bronze                        |
| ---------------------------- | ----------------------- | ----------------------- | ----------------------------- |
| Ligeiro (48 kg) detalhes     | UKR Daria Bilodid       | JPN Funa Tonaki         | ARG Paula Pareto              |
| Ligeiro (48 kg) detalhes     | UKR Daria Bilodid       | JPN Funa Tonaki         | KAZ Galbadrakhyn Otgontsetseg |
| Meio leve (52 kg) detalhes   | JPNUta Abe              | JPN Ai Shishime         | BRA Érika Miranda             |
| Meio leve (52 kg) detalhes   | JPNUta Abe              | JPN Ai Shishime         | FRA Amandine Buchard          |
| Leve (57 kg) detalhes        | JPN Tsukasa Yoshida     | GBR Nekoda Smythe-Davis | CAN Christa Deguchi           |
| Leve (57 kg) detalhes        | JPN Tsukasa Yoshida     | GBR Nekoda Smythe-Davis | MGL Dorjsürengiin Sumiyaa     |
| Meio médio (63 kg) detalhes  | FRA Clarisse Agbegnenou | JPN Miku Tashiro        | SVN Tina Trstenjak            |
| Meio médio (63 kg) detalhes  | FRA Clarisse Agbegnenou | JPN Miku Tashiro        | NED Juul Franssen             |
| Médio (70 kg) detalhes       | JPN Chizuru Arai        | FRA Marie-Ève Gahié     | JPN Yoko On                   |
| Médio (70 kg) detalhes       | JPN Chizuru Arai        | FRA Marie-Ève Gahié     | COL Yuri Alvear               |
| Meio pesado (78 kg) detalhes | JPN Shori Hamada        | NED Guusje Steenhuis    | NED Marhinde Verkerk          |
| Meio pesado (78 kg) detalhes | JPN Shori Hamada        | NED Guusje Steenhuis    | RUS Aleksandra Babintseva     |
| Pesado (+78 kg) detalhes     | JPN Sarah Asahina       | CUB Idalys Ortiz        | BIH Larisa Cerić              |
| Pesado (+78 kg) detalhes     | JPN Sarah Asahina       | CUB Idalys Ortiz        | TUR Kayra Sayit               |

### Equipe mista
| Evento                | Ouro | Prata | Bronze |
| --------------------- | --- | --- | --- |
| Equipe mista detalhes | Japão · Chizuru Arai · Sarah Asahina · Hisayoshi Harasawa · Soichi Hashimoto · Shoichiro Mukai · Kenta Nagasawa · Yusei Ogawa · Yoko Ono · Akira Sone · Momo Tamaoki · Tsukasa Yoshida · Arata Tatsukawa | França · Clarisse Agbegnenou · Benjamin Axus · Guillaume Chaine · Axel Clerget · Aurelien Diesse · Marie-Ève Gahié · Priscilla Gneto · Alexandre Iddir · Cyrille Maret · Anne Fatoumata M'Bairo · Hélène Receveaux · Audrey Tcheuméo | Rússia · Kamila Badurova · Kseniia Chibisova · Anzhela Gasparian · Natalia Golomidova · Denis Yartsev · Mikhail Igolnikov · Khusen Khalmurzaev · Anastasiia Konkina · Musa Mogushkov · Alena Prokopenko · Inal Tasoev · Kazbek Zankishiev        |
| Equipe mista detalhes | Japão · Chizuru Arai · Sarah Asahina · Hisayoshi Harasawa · Soichi Hashimoto · Shoichiro Mukai · Kenta Nagasawa · Yusei Ogawa · Yoko Ono · Akira Sone · Momo Tamaoki · Tsukasa Yoshida · Arata Tatsukawa | França · Clarisse Agbegnenou · Benjamin Axus · Guillaume Chaine · Axel Clerget · Aurelien Diesse · Marie-Ève Gahié · Priscilla Gneto · Alexandre Iddir · Cyrille Maret · Anne Fatoumata M'Bairo · Hélène Receveaux · Audrey Tcheuméo | Coreia do Sul An Baul An Chang-rim Ahn Joon-sung Cho Gu-ham Choi In-hyuk Gwak Dong-han Han Mi-jin Jeong Hye-jin Kim Chol-gwang Kim Ji-jeong Kim Ji-su Kim Jin-a Kim Min-jong Kim Min-jeong Kwon Sun-yong Kwon You-jeong Lee Seung-soo Ri Hyo-sun |

## Quadro de medalhas
| Ordem | País                 | Medalha de ouro | Medalha de prata | Medalha de bronze | Total |
| ----- | -------------------- | --------------- | ---------------- | ----------------- | ----- |
| 1     | Japão                | 8               | 5                | 4                 | 17    |
| 2     | Coreia do Sul        | 2               | 0                | 2                 | 4     |
| 3     | França               | 1               | 2                | 2                 | 5     |
| 4     | Geórgia              | 1               | 1                | 1                 | 3     |
| 5     | Irão                 | 1               | 0                | 1                 | 2     |
| 5     | Ucrânia              | 1               | 0                | 1                 | 2     |
| 7     | Espanha              | 1               | 0                | 0                 | 1     |
| 8     | Cuba                 | 0               | 2                | 0                 | 2     |
| 9     | Rússia               | 0               | 1                | 3                 | 4     |
| 10    | Países Baixos        | 0               | 1                | 2                 | 3     |
| 11    | Azerbaijão           | 0               | 1                | 1                 | 2     |
| 11    | Cazaquistão          | 0               | 1                | 1                 | 2     |
| 13    | Reino Unido          | 0               | 1                | 0                 | 1     |
| 14    | Mongólia             | 0               | 0                | 3                 | 3     |
| 15    | Turquia              | 0               | 0                | 2                 | 2     |
| 16    | Argentina            | 0               | 0                | 1                 | 1     |
| 16    | Bósnia e Herzegovina | 0               | 0                | 1                 | 1     |
| 16    | Brasil               | 0               | 0                | 1                 | 1     |
| 16    | Canadá               | 0               | 0                | 1                 | 1     |
| 16    | Colômbia             | 0               | 0                | 1                 | 1     |
| 16    | Alemanha             | 0               | 0                | 1                 | 1     |
| 16    | Eslovênia            | 0               | 0                | 1                 | 1     |
| Total | Total                | 15              | 15               | 30                | 60    |

Uma medalha de bronze para a Coreia do Sul foi vencida pela equipe unificada das duas Coreias.